# Ryō Sakai
 (août 2023).
Si vous disposez d'ouvrages ou d'articles de référence ou si vous connaissez des sites web de qualité traitant du thème abordé ici, merci de compléter l'article en donnant les références utiles à sa vérifiabilité et en les liant à la section « Notes et références ».
Pour les articles homonymes, voir Sakai (homonymie).
Ryō Sakai (酒井 良, Sakai Ryō), né le 16 septembre 1962, est un officier général de l'armée japonaise, amiral de la Force maritime d'autodéfense japonaise.
Le 12 juillet 2024, alors qu'il est le chef d’état-major de la Force maritime d'autodéfense japonaise, il annonce sa démission effective le 19 juillet et sa retraite après plusieurs scandales. En effet, il lui est notamment reproché d’avoir fait preuve de légèreté dans la gestion d’informations confidentielles; un porte parole du gouvernement et plus de 200 personnes des forces d'autodéfense ont subi des sanctions disciplinaires et onze renvoyés pour la manipulation d’informations confidentielles, des abus de pouvoir, des indemnités pour des formations non effectués, etc.. 